# فهرست قسمت‌های آواتار: آخرین بادافزار
آواتار: آخرین بادافزار یک مجموعه انیمیشن تلویزیونی آمریکایی ساخته شده توسط مایکل دانته دی‌مارتینو و برایان کونیتزکو است. اولین بار در ۲۱ فوریه ۲۰۰۵ از نیکلودئون پخش شد مجموعه آواتار: آخرین بادافزار هر فصل را با عنوان «کتاب» یاد می‌کند. هر «کتاب» نامش را از عناصری که آنگ، قهرمان داستان، باید بر آن استاد شود گرفته‌است؛ آب، خاک و آتش.
فهرست زیر نشان‌دهنده قسمت‌های این انیمیشن است.

## نمای کلی مجموعه
| فصل | نام | قسمت‌ها | قسمت‌ها | تاریخ اصلی روی آنتن رفتن | تاریخ اصلی روی آنتن رفتن |
| فصل | نام | قسمت‌ها | قسمت‌ها | اولین بار                | آخرین بار                |
| --- | --- | ------ | ------ | ------------------------ | ------------------------ |
| ۱   | آب  | ۲۰     | ۲۰     | ۲۱ فوریه ۲۰۰۵            | ۲ دسامبر ۲۰۰۵            |
| ۲   | خاک | ۲۰     | ۲۰     | ۱۷ مارس ۲۰۰۶             | ۱ دسامبر ۲۰۰۶            |
| ۳   | آتش | ۲۱     | ۲۱     | ۲۱ سپتامبر ۲۰۰۷          | ۱۹ ژوئیه ۲۰۰۸            |

## قسمت‌ها

### کتاب یکم: آب(۲۰۰۵)
| شم. کلی | شم. در فصل | عنوان                            | کارگردان      | نویسنده                                 | انیمیشن‌سازی‌شده توسط | تاریخ انتشار اصلی | کد تولید |
| ------- | ---------- | -------------------------------- | ------------- | --------------------------------------- | ------------------- | ----------------- | -------- |
| ۱       | ۱          | «پسری در کوه یخ»                 | دیو فیلونی    | مایکل دانته دی‌مارتینو و برایان کونیتزکو | جی‌ام انیمیشن        | ۲۱ فوریه ۲۰۰۵     | ۱۰۱      |
| ۲       | ۲          | «آواتار بازمی‌گردد»               | دیو فیلونی    | مایکل دانته دی‌مارتینو و برایان کونیتزکو | جی‌ام انیمیشن        | ۲۱ فوریه ۲۰۰۵     | ۱۰۲      |
| ۳       | ۳          | «معبد باد جنوبی»                 | لورن مک‌مولان  | مایکل دانته دی‌مارتینو                   | دی‌آر مووی           | ۲۵ فوریه ۲۰۰۵     | ۱۰۳      |
| ۴       | ۴          | «جنگجویان کیوشی»                 | جیانکارلو ولپ | نیک مالیس                               | جی‌ام انیمیشن        | ۴ مارس ۲۰۰۵       | ۱۰۴      |
| ۵       | ۵          | «پادشاه اوماشو»                  | آنتونی لیویی  | جان اوبریان                             | دی‌آر مووی           | ۱۸ مارس ۲۰۰۵      | ۱۰۵      |
| ۶       | ۶          | «زندانی‌شده»                      | دیو فیلونی    | متیو هوبارد                             | جی‌ام انیمیشن        | ۲۵ مارس ۲۰۰۵      | ۱۰۶      |
| ۷       | ۷          | «چله زمستان، بخش ۱: دنیای ارواح» | لورن مک‌مولان  | آرون اهاز                               | دی‌آر مووی           | ۸ آوریل ۲۰۰۵      | ۱۰۷      |
| ۸       | ۸          | «چله زمستان، بخش ۲: آواتار روکو» | جیانکارلو ولپ | مایکل دانته دی‌مارتینو                   | دی‌آر مووی           | ۱۵ آوریل ۲۰۰۵     | ۱۰۸      |
| ۹       | ۹          | «طومار آب‌افزاری»                 | آنتونی لیویی  | جان اوبریان                             | جی‌ام انیمیشن        | ۲۹ آوریل ۲۰۰۵     | ۱۰۹      |
| ۱۰      | ۱۰         | «جت»                             | دیو فیلونی    | جیمز ایگان                              | جی‌ام انیمیشن        | ۶ مه ۲۰۰۵         | ۱۱۰      |
| ۱۱      | ۱۱         | «شکاف بزرگ»                      | جیانکارلو ولپ | جان اوبریان                             | دی‌آر مووی           | ۲۰ مه ۲۰۰۵        | ۱۱۱      |
| ۱۲      | ۱۲         | «طوفان»                          | لورن مک‌مولان  | آرون اهاز                               | جی‌ام انیمیشن        | ۳ ژوئن ۲۰۰۵       | ۱۱۲      |
| ۱۳      | ۱۳         | «روح آبی»                        | دیو فیلونی    | مایکل دانته دی‌مارتینو و برایان کونیتزکو | دی‌آر مووی           | ۱۷ ژوئن ۲۰۰۵      | ۱۱۳      |
| ۱۴      | ۱۴         | «پیشگو»                          | دیو فیلونی    | آرون اهاز و جان اوبریان                 | جی‌ام انیمیشن        | ۲۳ سپتامبر ۲۰۰۵   | ۱۱۴      |
| ۱۵      | ۱۵         | «باتو از قبیله آب»               | جیانکارلو ولپ | ایان ویلکاکس                            | دی‌آر مووی           | ۷ اکتبر ۲۰۰۵      | ۱۱۵      |
| ۱۶      | ۱۶         | «فراری»                          | لورن مک‌مولان  | تیم هدریک                               | جی‌ام انیمیشن        | ۲۱ اکتبر ۲۰۰۵     | ۱۱۶      |
| ۱۷      | ۱۷         | «معبد باد شمالی»                 | دیو فیلونی    | الیزابت ولش                             | دی‌آر مووی           | ۴ نوامبر ۲۰۰۵     | ۱۱۷      |
| ۱۸      | ۱۸         | «استاد آب‌افزاری»                 | جیانکارلو ولپ | مایکل دانته دی‌مارتینو                   | جی‌ام انیمیشن        | ۱۸ نوامبر ۲۰۰۵    | ۱۱۸      |
| ۱۹      | ۱۹         | «محاصره شمال، بخش ۱»             | لورن مک‌مولان  | جان اوبریان                             | دی‌آر مووی           | ۲ دسامبر ۲۰۰۵     | ۱۱۹      |
| ۲۰      | ۲۰         | «محاصره شمال، بخش ۲»             | دیو فیلونی    | آرون اهاز                               | جی‌ام انیمیشن        | ۲ دسامبر ۲۰۰۵     | ۱۲۰      |

### کتاب دوم: خاک(۲۰۰۶)
| شم. کلی | شم. در فصل | عنوان                 | کارگردان              | نویسنده | انیمیشن‌سازی‌شده توسط | تاریخ انتشار اصلی | کد تولید |
| ------- | ---------- | --------------------- | --------------------- | --- | ------------------- | ----------------- | -------- |
| ۲۱      | ۱          | «حالت آواتاری»        | جیانکارلو ولپ         | آرون اهاز، الیزابت ولش، تیم هدریک و جان اوبریان | دی‌آر مووی           | ۱۷ مارس ۲۰۰۶      | ۲۰۱      |
| ۲۲      | ۲          | «غار دو عاشق»         | لورن مک‌مولان          | جوشوا همیلتون | جی‌ام انیمیشن        | ۲۴ مارس ۲۰۰۶      | ۲۰۲      |
| ۲۳      | ۳          | «بازگشت به اوماشو»    | اتان اسپولدینگ        | الیزابت ولش | دی‌آر مووی           | ۷ آوریل ۲۰۰۶      | ۲۰۳      |
| ۲۴      | ۴          | «باتلاق»              | جیانکارلو ولپ         | تیم هدریک | جی‌ام انیمیشن        | ۱۴ آوریل ۲۰۰۶     | ۲۰۴      |
| ۲۵      | ۵          | «روز آواتار»          | لورن مک‌مولان          | جان اوبریان | دی‌آر مووی           | ۲۸ آوریل ۲۰۰۶     | ۲۰۵      |
| ۲۶      | ۶          | «راهزن نابینا»        | اتان اسپولدینگ        | مایکل دانته دی‌مارتینو | جی‌ام انیمیشن        | ۵ مه ۲۰۰۶         | ۲۰۶      |
| ۲۷      | ۷          | «زوکو تک‌وتنها»        | لورن مک‌مولان          | الیزابت ولش | جی‌ام انیمیشن        | ۱۲ مه ۲۰۰۶        | ۲۰۷      |
| ۲۸      | ۸          | «تعقیب»               | جیانکارلو ولپ         | جوشوا همیلتون | دی‌آر مووی           | ۲۶ مه ۲۰۰۶        | ۲۰۸      |
| ۲۹      | ۹          | «کار سخت»             | اتان اسپولدینگ        | آرون اهاز | دی‌آر مووی           | ۲ ژوئن ۲۰۰۶       | ۲۰۹      |
| ۳۰      | ۱۰         | «کتابخانه»            | جیانکارلو ولپ         | جان اوبریان | جی‌ام انیمیشن        | ۱۴ ژوئیه ۲۰۰۶     | ۲۱۰      |
| ۳۱      | ۱۱         | «بیابان»              | لورن مک‌مولان          | تیم هدریک | دی‌آر مووی           | ۱۴ ژوئیه ۲۰۰۶     | ۲۱۱      |
| ۳۲      | ۱۲         | «گذرگاه مار»          | اتان اسپولدینگ        | مایکل دانته دی‌مارتینو و جوشوا همیلتون | جی‌ام انیمیشن        | ۱۵ سپتامبر ۲۰۰۶   | ۲۱۲      |
| ۳۳      | ۱۳         | «مته»                 | جیانکارلو ولپ         | مایکل دانته دی‌مارتینو و برایان کونیتزکو | دی‌آر مووی           | ۱۵ سپتامبر ۲۰۰۶   | ۲۱۳      |
| ۳۴      | ۱۴         | «شهر دیوارها و اسرار» | لورن مک‌مولان          | تیم هدریک | جی‌ام انیمیشن        | ۲۲ سپتامبر ۲۰۰۶   | ۲۱۴      |
| ۳۵      | ۱۵         | «ماجراهای با سینگ سه» | اتان اسپولدینگ        | ماجرای تاف و کاتارا جوان استوستا و لیزا والندر ماجرای آیرو اندرو هوبنر ماجرای آنگ گری شپکی ماجرای ساکا لورن مک‌مولان ماجرای زوکو کتی ماتیلا ماجرای مومو جاستین ریج و جیانکارلو ولپ | دی‌آر مووی           | ۲۹ سپتامبر ۲۰۰۶   | ۲۱۵      |
| ۳۶      | ۱۶         | «روزهای گمشده‌ی آپا»   | جیانکارلو ولپ         | الیزابت ولش | جی‌ام انیمیشن        | ۱۳ اکتبر ۲۰۰۶     | ۲۱۶      |
| ۳۷      | ۱۷         | «دریاچه لائوگای»      | لورن مک‌مولان          | تیم هدریک | دی‌آر مووی           | ۳ نوامبر ۲۰۰۶     | ۲۱۷      |
| ۳۸      | ۱۸         | «پادشاه خاک»          | اتان اسپولدینگ        | جان اوبریان | جی‌ام انیمیشن        | ۱۷ نوامبر ۲۰۰۶    | ۲۱۸      |
| ۳۹      | ۱۹         | «گورو»                | جیانکارلو ولپ         | مایکل دانته دی‌مارتینو و برایان کونیتزکو | دی‌آر مووی           | ۱ دسامبر ۲۰۰۶     | ۲۱۹      |
| ۴۰      | ۲۰         | «تقاطع تقدیر»         | مایکل دانته دی‌مارتینو | آرون اهاز | جی‌ام انیمیشن        | ۱ دسامبر ۲۰۰۶     | ۲۲۰      |

### کتاب سوم: آتش(۲۰۰۷–۰۸)
| شم. کلی | شم. در فصل | عنوان                                  | کارگردان           | نویسنده                                       | انیمیشن‌سازی‌شده توسط | تاریخ انتشار اصلی | کد تولید | تعداد بیننده (میلیون) |
| ------- | ---------- | -------------------------------------- | ------------------ | --------------------------------------------- | ------------------- | ----------------- | -------- | --------------------- |
| ۴۱      | ۱          | «بیداری»                               | Giancarlo Volpe    | Aaron Ehasz                                   | Moi Animation       | ۲۱ سپتامبر ۲۰۰۷   | ۳۰۱      | ۵٫۰۲                  |
| ۴۲      | ۲          | «پیشانی‌بند»                            | Joaquim Dos Santos | John O'Bryan                                  | JM Animation        | ۲۸ سپتامبر ۲۰۰۷   | ۳۰۲      | ۳٫۸۹                  |
| ۴۳      | ۳          | «بانوی رنگی»                           | ایتن اسپالدینگ     | Joshua Hamilton                               | Moi Animation       | ۵ اکتبر ۲۰۰۷      | ۳۰۳      | ۴٫۱۶                  |
| ۴۴      | ۴          | «استادِ ساکا»                           | Giancarlo Volpe    | Tim Hedrick                                   | JM Animation        | ۱۲ اکتبر ۲۰۰۷     | ۳۰۴      | ۴٫۴۰                  |
| ۴۵      | ۵          | «ساحل»                                 | Joaquim Dos Santos | Katie Mattila                                 | Moi Animation       | ۱۹ اکتبر ۲۰۰۷     | ۳۰۵      | ۳٫۹۳                  |
| ۴۶      | ۶          | «آواتار و پادشاه آتش»                  | ایتن اسپالدینگ     | Elizabeth Welch                               | JM Animation        | ۲۶ اکتبر ۲۰۰۷     | ۳۰۶      | ۳٫۶۷                  |
| ۴۷      | ۷          | «فراری»                                | Giancarlo Volpe    | Joshua Hamilton                               | Moi Animation       | ۲ نوامبر ۲۰۰۷     | ۳۰۷      | ۴٫۰۱                  |
| ۴۸      | ۸          | «استاد خیمه‌شب بازی»                    | Joaquim Dos Santos | Tim Hedrick                                   | JM Animation        | ۹ نوامبر ۲۰۰۷     | ۳۰۸      | ۴٫۲۴                  |
| ۴۹      | ۹          | «کابوس‌های شب و رویاهای روز»            | ایتن اسپالدینگ     | John O'Bryan                                  | Moi Animation       | ۱۶ نوامبر ۲۰۰۷    | ۳۰۹      | ۳٫۶۹                  |
| ۵۰      | ۱۰         | «روز خورشید سیاه، بخش ۱: حمله»         | Giancarlo Volpe    | مایکل دانته دی‌مارتینو                         | JM Animation        | ۳۰ نوامبر ۲۰۰۷    | ۳۱۰      | ۳٫۷۷                  |
| ۵۱      | ۱۱         | «روز خورشید سیاه، بخش ۲: خورشیدگرفتگی» | Joaquim Dos Santos | Aaron Ehasz                                   | Moi Animation       | ۳۰ نوامبر ۲۰۰۷    | ۳۱۱      | ۳٫۷۷                  |
| ۵۲      | ۱۲         | «معبد باد غربی»                        | ایتن اسپالدینگ     | Elizabeth Welch and Tim Hedrick               | JM Animation        | ۱۴ ژوئیه ۲۰۰۸     | ۳۱۲      | ۴٫۹۶                  |
| ۵۳      | ۱۳         | «استادان آتش‌افزاری»                    | Giancarlo Volpe    | John O'Bryan                                  | Moi Animation       | ۱۵ ژوئیه ۲۰۰۸     | ۳۱۳      | ۳٫۸۸                  |
| ۵۴      | ۱۴         | «صخره جوشان، بخش ۱»                    | Joaquim Dos Santos | May Chan                                      | JM Animation        | ۱۶ ژوئیه ۲۰۰۸     | ۳۱۴      | ۳٫۹۷                  |
| ۵۵      | ۱۵         | «صخره جوشان، بخش ۲»                    | ایتن اسپالدینگ     | Joshua Hamilton                               | Moi Animation       | ۱۶ ژوئیه ۲۰۰۸     | ۳۱۵      | ۳٫۹۷                  |
| ۵۶      | ۱۶         | «مهاجمان جنوبی»                        | Joaquim Dos Santos | Elizabeth Welch                               | Moi Animation       | ۱۷ ژوئیه ۲۰۰۸     | ۳۱۶      | ۴٫۲۳                  |
| ۵۷      | ۱۷         | «بازیگران جزیره خاکستر»                | Giancarlo Volpe    | Tim Hedrick, Joshua Hamilton and John O'Bryan | JM Animation        | ۱۸ ژوئیه ۲۰۰۸     | ۳۱۷      | ۴٫۵۳                  |
| ۵۸      | ۱۸         | «شهاب‌سنگ سوزِن، بخش ۱: پادشاه ققنوس»    | ایتن اسپالدینگ     | مایکل دانته دی‌مارتینو                         | JM Animation        | ۱۹ ژوئیه ۲۰۰۸     | ۳۱۸      | ۵٫۵۹                  |
| ۵۹      | ۱۹         | «شهاب‌سنگ سوزِن، بخش ۲: استادان پیشین»   | Giancarlo Volpe    | Aaron Ehasz                                   | Moi Animation       | ۱۹ ژوئیه ۲۰۰۸     | ۳۱۹      | ۵٫۵۹                  |
| ۶۰      | ۲۰         | «شهاب‌سنگ سوزِن، بخش ۳: به سوی اهریمن»   | Joaquim Dos Santos | مایکل دانته دی‌مارتینو و برایان کونیتزکو       | JM Animation        | ۱۹ ژوئیه ۲۰۰۸     | ۳۲۰      | ۵٫۵۹                  |
| ۶۱      | ۲۱         | «شهاب‌سنگ سوزِن، بخش ۴: آواتار آنگ»      | Joaquim Dos Santos | مایکل دانته دی‌مارتینو و برایان کونیتزکو       | JM Animation        | ۱۹ ژوئیه ۲۰۰۸     | ۳۲۱      | ۵٫۵۹                  |

## انتشار ویدیو

### منطقه ۱
دی‌وی‌دی اولیه آواتار: آخرین بادافزار در ۳۱ ژانویه ۲۰۰۶ در دسترس قرار گرفت. فصل اول دارای مجموعه پنج دی‌وی‌دی بود که هر کدام چهار قسمت را در بر می‌گرفت. برای فصل دو و سه چهار مجموعه دی‌وی‌دی منتشر شد؛ پنج قسمت در هر کدام. تنها استثنای الگوی انتشار، آخرین مجموعه دی‌وی‌دی فصل سوم بود که یک قسمت ششم داشت. در انتهای هر فصل، یک بسته مجموعه منتشر می‌شد که شامل تمام قسمت‌های فصل بود. هر بسته مجموعه حاوی یک دیسک اضافی از ویژگی‌های جایزه بود که در نسخه دیسک‌های جداگانه از هر قسمت در دسترس نبود. آواتار: آخرین بادافزار: بسته مجموعه کامل دی‌وی‌دی شامل سه کتاب در ۶ اکتبر ۲۰۱۵ در آمریکای شمالی منتشر شد. نسخه بسته کامل مجموعه به صورت بلو-ری در ۵ ژوئن ۲۰۱۸ در آمریکای شمالی منتشر شد.
| ۲                              | ۲۸ مارس ۲۰۰۶                                                           | ۱  | ۴  | ۱۰ آوریل ۲۰۰۷                            | ۱                                        | ۵                                        | ۲۲ ژانویه ۲۰۰۸                           | ۱                                        | ۵                                        |
| ۳                              | ۳۰ مه ۲۰۰۶                                                             | ۱  | ۴  | ۲۲ می ۲۰۰۷                               | ۱                                        | ۵                                        | ۶ می ۲۰۰۸                                | ۱                                        | ۵                                        |
| ۴                              | ۱۸ ژوئیه ۲۰۰۶                                                          | ۱  | ۴  | ۱۴ اوت ۲۰۰۷                              | ۱                                        | ۵                                        | ۲۹ ژوئیه ۲۰۰۸                            | ۱                                        | ۶                                        |
| ۵                              | ۱۹ سپتامبر ۲۰۰۶                                                        | ۱  | ۴  | برای این فصل دی‌وی‌دی پنج جلدی وجود ندارد. | برای این فصل دی‌وی‌دی پنج جلدی وجود ندارد. | برای این فصل دی‌وی‌دی پنج جلدی وجود ندارد. | برای این فصل دی‌وی‌دی پنج جلدی وجود ندارد. | برای این فصل دی‌وی‌دی پنج جلدی وجود ندارد. | برای این فصل دی‌وی‌دی پنج جلدی وجود ندارد. |
| بسته مجموعه                    | ۱۹ سپتامبر ۲۰۰۶                                                        | ۶  | ۲۰ | ۱۱ سپتامبر ۲۰۰۷                          | ۵                                        | ۲۰                                       | ۱۶ سپتامبر ۲۰۰۸                          | ۵                                        | ۲۱                                       |
| نسخه کالکتور                   | ۲۲ ژوئن ۲۰۱۰                                                           | ۷  | ۲۰ | در حال حاضر هیچ اطلاعاتی نیست.           | در حال حاضر هیچ اطلاعاتی نیست.           | در حال حاضر هیچ اطلاعاتی نیست.           | در حال حاضر هیچ اطلاعاتی نیست.           | در حال حاضر هیچ اطلاعاتی نیست.           | در حال حاضر هیچ اطلاعاتی نیست.           |
| بسته کامل مجموعه دی‌وی‌دی مجموعه | ۶ اکتبر ۲۰۱۵                                                           | ۱۶ | ۶۱ |                                          |                                          |                                          |                                          |                                          |                                          |
| بسته کامل بلو-ری مجموعه        | ۱ مه ۲۰۱۸ (بست بای)، ۵ ژوئن ۲۰۱۸ (دیگر جاها)، ۱۸ فوریه ۲۰۲۰ (استیل‌بوک) | ۹  | ۶۱ |                                          |                                          |                                          |                                          |                                          |                                          |

### منطقه ۲
در ایالات متحده تمام دی‌وی‌دی‌های فصل یک با استفاده از ان‌تی‌اس‌سی رمزگذاری می‌شدند. از آن جا که این کار در بیشتر کشورهای خارج از آمریکای شمالی سازگاری ندارد، نیکلودئون به جای آن دی‌وی‌دی‌های جداگانه ای در مناطقی که ویدیو با استفاده از پی‌ای‌ال رمزگذاری می‌شدند منتشر کرد. آغاز این انتشارها از ۱۹ فوریه ۲۰۰۷ آغاز شد. هر دی‌وی‌دی ماه‌ها پس از انتشار اصلی منتشر شد. همانند دی‌وی‌دی‌های اصلی، هر مجموعه پنج قسمت را در هر دیسک در بر می‌گرفت؛ به استثنای بسته کامل مجموعه کتاب اول که تمام بیست قسمت فصل را در پنج دیسک شامل می‌شد. در هلند همه قسمت‌ها در یک بسته بود.
آواتار: آخرین بادافزار: بسته مجموعه کامل دی‌وی‌دی شامل سه کتاب در ۱۱ ژوئن ۲۰۱۸ در انگلستان منتشر شد. نسخه بسته کامل مجموعه به صورت بلو-ری در ۱۱ ژوئن ۲۰۱۸ در انگلستان منتشر شد.
| جلد                            | کتاب ۱: آب     | کتاب ۱: آب | کتاب ۱: آب | کتاب ۲: خاک                              | کتاب ۲: خاک                              | کتاب ۲: خاک                              | کتاب ۳: آتش                              | کتاب ۳: آتش                              | کتاب ۳: آتش                              |
| جلد                            | انتشار         | دیسک‌ها     | قسمت‌ها     | انتشار                                   | دیسک‌ها                                   | قسمت‌ها                                   | انتشار                                   | دیسک‌ها                                   | قسمت‌ها                                   |
| ------------------------------ | -------------- | ---------- | ---------- | ---------------------------------------- | ---------------------------------------- | ---------------------------------------- | ---------------------------------------- | ---------------------------------------- | ---------------------------------------- |
| ۱                              | ۱۹ فوریه ۲۰۰۷  | ۱          | ۴          | انتشار نیافته                            | ۱                                        | ۵                                        | انتشار نیافته                            | ۱                                        | ۵                                        |
| ۲                              | ۴ ژوئن ۲۰۰۷    | ۱          | ۴          | انتشار نیافته                            | ۱                                        | ۵                                        | انتشار نیافته                            | ۱                                        | ۵                                        |
| ۳                              | ۳ سپتامبر ۲۰۰۷ | ۱          | ۴          | انتشار نیافته                            | ۱                                        | ۵                                        | انتشار نیافته                            | ۱                                        | ۵                                        |
| ۴                              | ۱۸ فوریه ۲۰۰۸  | ۱          | ۴          | انتشار نیافته                            | ۱                                        | ۵                                        | انتشار نیافته                            | ۱                                        | ۶                                        |
| ۵                              | ۲۶ مه ۲۰۰۸     | ۱          | ۴          | برای این فصل دی‌وی‌دی پنج جلدی وجود ندارد. | برای این فصل دی‌وی‌دی پنج جلدی وجود ندارد. | برای این فصل دی‌وی‌دی پنج جلدی وجود ندارد. | برای این فصل دی‌وی‌دی پنج جلدی وجود ندارد. | برای این فصل دی‌وی‌دی پنج جلدی وجود ندارد. | برای این فصل دی‌وی‌دی پنج جلدی وجود ندارد. |
| بسته مجموعه                    | ۲۶ ژانویه ۲۰۰۹ | ۵          | ۲۰         | ۲۰ ژوئیه ۲۰۰۹                            | ۴                                        | ۲۰                                       | ۱ فوریه ۲۰۱۰                             | ۴                                        | ۲۱                                       |
| بسته کامل مجموعه دی‌وی‌دی مجموعه | ۶ اوت ۲۰۱۲     | ۱۳         | ۶۱         |                                          |                                          |                                          |                                          |                                          |                                          |
| بسته کامل بلو-ری مجموعه        | ۱۱ ژوئن ۲۰۱۸   | ۹          | ۶۱         |                                          |                                          |                                          |                                          |                                          |                                          |

### منطقه ۴
تاریخ‌های انتشار زیر، تاریخ‌های انتشار استرالیا هستند و ممکن است تاریخ‌های انتشار در کل منطقه ۴ را نشان بدهد یا ندهد.
| جلد                     | کتاب ۱: آب     | کتاب ۱: آب | کتاب ۱: آب | کتاب ۲: خاک                              | کتاب ۲: خاک                              | کتاب ۲: خاک                              | کتاب ۳: آتش                              | کتاب ۳: آتش                              | کتاب ۳: آتش                              |
| جلد                     | انتشار         | دیسک‌ها     | قسمت‌ها     | انتشار                                   | دیسک‌ها                                   | قسمت‌ها                                   | انتشار                                   | دیسک‌ها                                   | قسمت‌ها                                   |
| ----------------------- | -------------- | ---------- | ---------- | ---------------------------------------- | ---------------------------------------- | ---------------------------------------- | ---------------------------------------- | ---------------------------------------- | ---------------------------------------- |
| ۱                       | ۱۵ مارس ۲۰۰۷   | ۱          | ۴          | ۴ ژوئن ۲۰۰۹                              | ۱                                        | ۵                                        | ۳ ژوئن ۲۰۱۰                              | ۱                                        | ۵                                        |
| ۲                       | ۵ ژوئیه ۲۰۰۷   | ۱          | ۴          | ۴ اوت ۲۰۰۹                               | ۱                                        | ۵                                        | ۲۳ سپتامبر ۲۰۱۰                          | ۱                                        | ۵                                        |
| ۳                       | ۱۳ مارس ۲۰۰۸   | ۱          | ۴          | ۲۹ اکتبر ۲۰۰۹                            | ۱                                        | ۵                                        | ۷ اکتبر ۲۰۱۰                             | ۱                                        | ۵                                        |
| ۴                       | ۱۹ ژوئن ۲۰۰۸   | ۱          | ۴          | ۳۱ مارس ۲۰۱۰                             | ۱                                        | ۵                                        | ۴ نوامبر ۲۰۱۰                            | ۱                                        | ۶                                        |
| ۵                       | ۵ مارس ۲۰۰۹    | ۱          | ۴          | برای این فصل دی‌وی‌دی پنج جلدی وجود ندارد. | برای این فصل دی‌وی‌دی پنج جلدی وجود ندارد. | برای این فصل دی‌وی‌دی پنج جلدی وجود ندارد. | برای این فصل دی‌وی‌دی پنج جلدی وجود ندارد. | برای این فصل دی‌وی‌دی پنج جلدی وجود ندارد. | برای این فصل دی‌وی‌دی پنج جلدی وجود ندارد. |
| بسته مجموعه             | ۴ ژوئن ۲۰۰۹    | ۵          | ۲۰         | ۹ سپتامبر ۲۰۱۰                           | ۴                                        | ۲۰                                       | ۲ دسامبر ۲۰۱۰                            | ۴                                        | ۲۱                                       |
| بسته کامل بلو-ری مجموعه | ۱۴ نوامبر ۲۰۱۸ | ۹          | ۶۱         |                                          |                                          |                                          |                                          |                                          |                                          |